# Brad Beyer

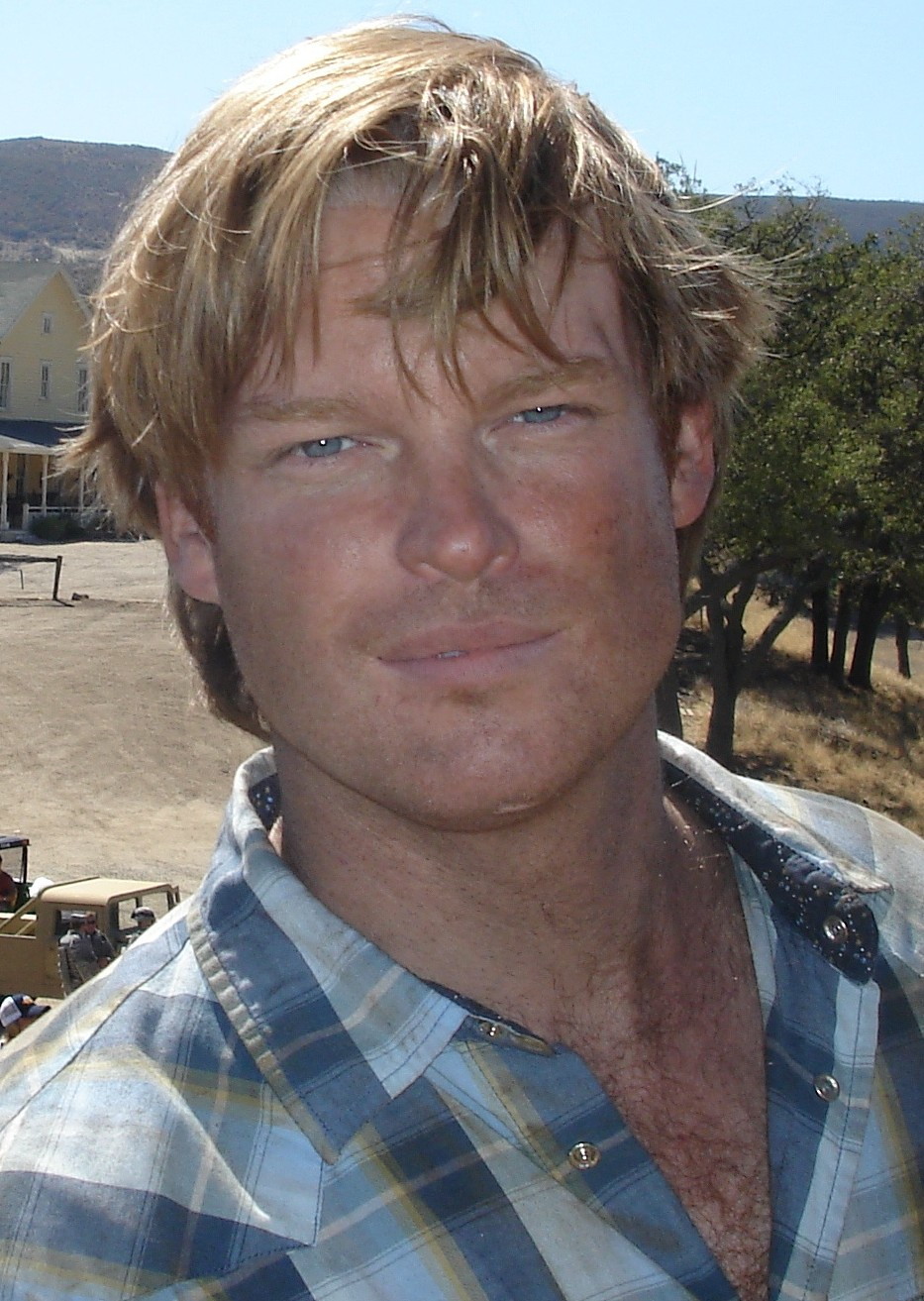
Beyer am Set von Jericho

Bradford G. Beyer Jr. (* 20. September 1973 in Waukesha, Wisconsin) ist ein US-amerikanischer Schauspieler. Bekanntheit erlangte er durch die Rolle des Stanley Richmond in der Serie Jericho – Der Anschlag.

## Leben
Brad Beyer wurde in der Stadt Waukesha, im US-Bundesstaat Wisconsin, geboren. Nach der Schule besuchte er die University of Minnesota. Um seine Karriere als Schauspieler voranzutreiben, zog er nach Los Angeles, wo er bis jetzt wohnhaft ist.
Er ist seit 1996 als Schauspieler aktiv. Er trat zunächst als Gastdarsteller u. a. in Law & Order und Sex and the City auf und war in einer kleinen Rolle im Film Cop Land zu sehen, bevor er 2001 die wiederkehrende Rolle des Sgt. Jason Christopher in der Serie Third Watch – Einsatz am Limit übernahm. 
Seine bekannteste Rolle ist die des Stanley Richmond aus der Serie Jericho – Der Anschlag, die er von 2006 bis 2008 spielte. Weitere Gastauftritte absolvierte Beyer u. a. in Die Straßen von Philadelphia, CSI: Miami, Criminal Minds, Without a Trace – Spurlos verschwunden, Lie to Me und Navy CIS: L.A. Es folgten wiederkehrende Rollen in E-Ring – Military Minds, Navy CIS, GCB und Royal Pains.
Zu seinen Filmauftritten gehören Mr. Woodcock, Trick, Wehrlos – Die Tochter des Generals und Verrückt in Alabama. 2013 war er außerdem als Kirby Higbe in 42 – Die wahre Geschichte einer Sportlegende zu sehen.

## Filmografie (Auswahl)

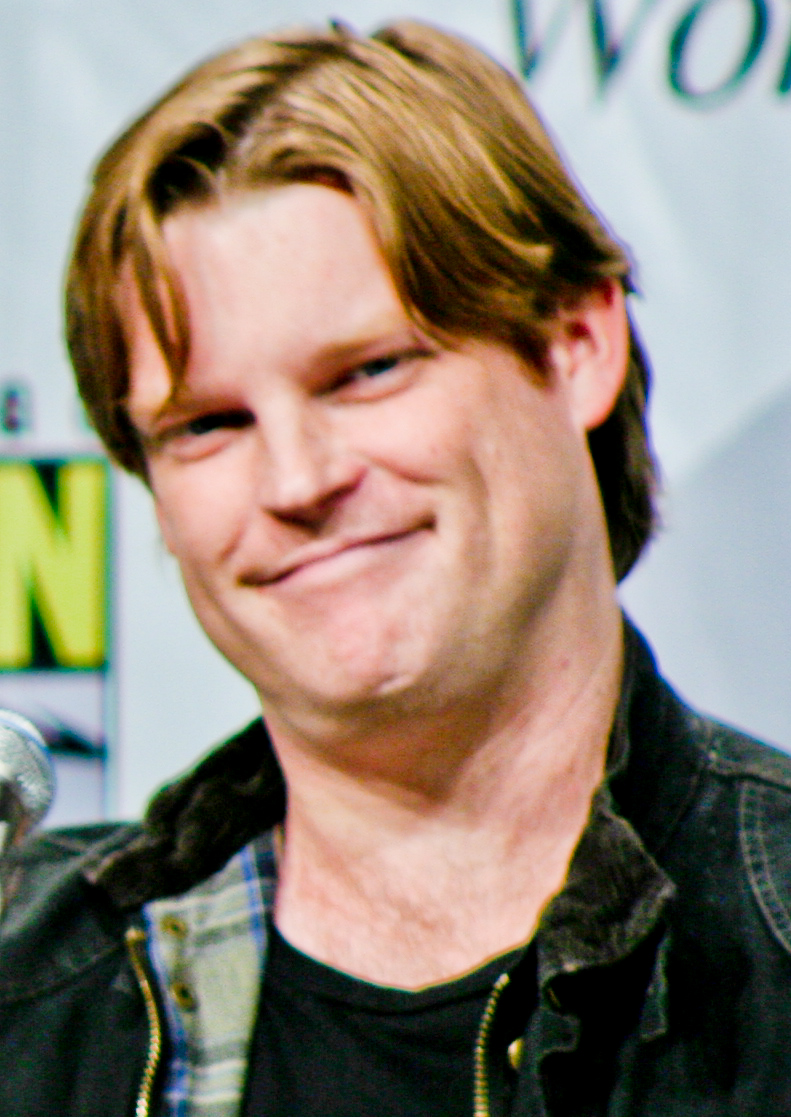
Beyer auf der San Diego Comic-Con International 2008

### Filme
- 1997: Cop Land
- 1999: Trick
- 1999: Wehrlos – Die Tochter des Generals (The General's Daughter)
- 1999: Verrückt in Alabama (Crazy in Alabama)
- 2001: Way Off Broadway
- 2002: Das sexte Semester (Sorority Boys)
- 2007: Gargoyles – Monster aus Stein (Reign of the Gargoyles)
- 2007: Mr. Woodcock
- 2013: 42 – Die wahre Geschichte einer Sportlegende (42)
- 2016: A Stand Up Guy
- 2017: Thank You for Your Service
- 2019: Le Mans 66 – Gegen jede Chance (Ford v Ferrari)
- 2025: Spider & Jessie

### Fernsehen
- 1996: Law & Order (Folge 6x20)
- 2000: Sex and the City (Folge 3x01)
- 2001–2002: Third Watch – Einsatz am Limit (Third Watch, 8 Folgen)
- 2004: CSI: Miami (Folge 2x12)
- 2006: E-Ring – Military Minds (2 Folgen)
- 2006–2008: Jericho – Der Anschlag (Jerocho, 26 Folgen)
- 2008: Criminal Minds (Folge 3x18)
- 2008: Without a Trace – Spurlos verschwunden (Without a Trace, Folge 7x10)
- 2009: Lie to Me (Folge 1x05)
- 2010: CSI: NY (Folge 7x09)
- 2011: Navy CIS: L.A. (Folge 2x17)
- 2012: The Mentalist (Folge 4x17)
- 2012: GCB (10 Folgen)
- 2012: Navy CIS (2 Folgen)
- 2013: The Glades (Folge 4x01)
- 2013: Royal Pains (5 Folgen)
- 2014: Perception (Folge 2x11)
- 2015: Bones – Die Knochenjägerin (Bones, 2 Folgen)
- 2015: Scorpion (Folge 2x08)
- 2016: Recovery Road (4 Folgen)
- 2017: Code Black (Fernsehserie, Episode 2x12)
- 2017: Shameless (Episode 8x01)
- 2017: Vice Principals (Episode 2x09)
- 2018: Seattle Firefighters – Die jungen Helden (Station 19, Episode 1x06)
- 2018:  Hawaii Five-O (Episode 9x10)
- 2019: For the People (Episode 2x05)
- 2019: The Birch (6 Episoden)
- 2020: Stumptown (Episode 1x18)
- 2020: L.A.’s Finest (Episode 2x08)
- 2021: For All Mankind (2 Episoden)